# Lademann
Lademann var et dansk forlag.
Jørgen Lademann (1927-1987) blev i 1952 medindehaver af A/S Importbøger, i 1954 omdannet til forlaget Skrifola, som bl.a. udgav tidsskrifter og billigbogsserien Lommeromanen og i 1959 oprettede bogklubben Union. I 1965 blev Jørgen Lademann eneindehaver, gav forlaget sit navn og etablerede i de følgende tyve år et forlagsimperium med bogklubber, der via lave priser og en succesrig markedsføring blev landets førende.
Bogklubben Union var Lademanns største (325.000 medlemmer sidst i 1960'erne). Forlaget blev postvæsenets største kunde med ekspedition fra et lager i Køge. Bogklubmedlemmerne fik også tilbudt andre varegrupper via firmaet Unikøb.
Via en række datterforlag (Albatros, Hamlet, Komma, Nyt Dansk Forlag og Sesam) dækkede Lademann genremæssigt et stort område: Udenlandske og danske populære forfattere som Torben Nielsen og Jørn Riel, populære fag- og håndbøger og leksikale værker om havebrug, dyr og sygdomme. Det folkeligt anlagte konversationsleksikon Lademann, udgivet i flere udgaver fra 1970, først i tyve og senere i tredive bind, blev en succes og udkom i 1995 som cd-rom.
I 1972 blev selskabet omdannet til en fond (Lademanns Fond) og blev efter Jørgen Lademanns død overtaget af daværende Gutenberghus, nu Egmont. Fra 1996 videreførtes forlaget under navnet Egmont Lademann A/S, men i 2003 blev det integreret i forlaget Aschehoug. Lademann-navnet er udgået, og forlaget har siden 2007 været helt opslugt af Lindhardt og Ringhof.
Forlaget lå på adressen Linnésgade 25 i København.